# NI스틸
NI스틸(NI Steel Co. Ltd.)는 대한민국의 철강 기업이다. 본사는 서울시 동작구 동작대로35 화민빌딩에 위치해 있으며 대표이사는 이창환이다.

## 참고문헌
1. ↑  NI스틸, 철강가격 급등·호실적에도 저평가 -리서치알음, 이데일리, 2021-06-14
2. ↑  도이치모터스, 드림텍, 메디아나, NI스틸, 비즈니스포스트, 2020-10-26